# DFS-Hangar
Der DFS-Hangar war ein Bauwerk in Darmstadt.

## Architektur und Geschichte
Im Jahre 1926 übersiedelte die Deutsche Forschungsanstalt für Segelflug (DFS) nach Darmstadt.
Mitte der 1930er Jahre etablierte sich die DFS auf dem August-Euler-Flugplatz.
Ihr Leiter war Professor Walter Georgii.
Die DFS baute auf dem Flugplatzareal mehrere Werkstätten, Werfthallen und einen Windkanal.
Zu den erhaltenswerten Bauten aus dieser Epoche gehörte der im Jahre 1936 erbaute schwarze Holzhangar.
Auffällig war die ungewöhnliche Konstruktion des Hangars:
- Die Außenwände des Hangars bestanden aus einer Holzkonstruktion mit einer Ausfachung aus zementgebundenen Holzwolle-Leichtbausteinen.
- Das Dach wurde mit Holzfachwerkbindern erbaut.
- Die Außenwände des Hangars waren mit Holzbrettern horizontal verschalt.

Der Hangar wurde in den 1930er Jahren als Flugzeughalle der DFS-Abteilung für Delta-Nurflügelflugzeuge von Alexander Lippisch genutzt.

## Denkmalschutz
Aus architektonischen und ortsgeschichtlichen Gründen war das markante Bauwerk ein Kulturdenkmal. Wegen Baufälligkeit wurde es 2001 abgebrochen und durch einen Neubau ersetzt.